# イギリス鉄道222形気動車
222形気動車（英語: Class 222）は最高125 mph (200 km/h)での運転が可能なイギリスの電気式気動車である。ボンバルディア・トランスポーテーションによって2003年から2005年にかけて27本143両がベルギーのブルッヘで製造され、220形および221形と共にボイジャーファミリーを構成する。ミッドランド・メインラインとハル・トレインズの2社によって導入され、2021年現在は「メリディアン（英語: Meridian）」という愛称の下、イースト・ミッドランズ・レールウェイによって運行されている。

## 仕様
各車両にカミンズ製のQSK19ディーゼルエンジン（750 hp (560 kW)/1800 rpm）を装備しており、発電機を通して主電動機を駆動している。台車は車端寄りを付随軸、中央寄りを電動軸とし、インサイドフレーム構造を採用したB5000軽量台車で、220形と共通である。航続距離は1,350マイル (2,170 km)である。制動方式は発電ブレーキで、屋根上に抵抗器を搭載している。連結器にはデルナー式連結器（密着連結器であるシャルフェンベルク式連結器の一種）が採用されている。
2000年から2002年にかけてヴァージン・トレインズおよびヴァージン・クロスカントリー向けに製造された220形・221形に対し、222形では先頭部や室内のデザインが異なり、機器類も床下への搭載が増えている。

### 編成
222形は現在以下の編成を組んでいる。
- 7両編成　普通車236席・一等車106席　6本
  - A号車 - 普通車　運転台・自転車搭載スペース（2台分）付き
  - B号車 - 普通車
  - C号車 - 普通車
  - D号車 - 普通車　売店付き
  - F号車 - 一等車
  - G号車 - 一等車
  - H号車 - 一等車　運転台・厨房付き
- 5両編成　普通車192席・一等車50席　17本
  - A号車 - 普通車　運転台・自転車搭載スペース（2台分）付き
  - B号車 - 普通車
  - C号車 - 普通車　売店付き
  - D号車 - 普通・一等合造車
  - G号車 - 一等車　運転台・厨房付き
- 4両編成　普通車132席・一等車33席　4本
  - A号車 - 普通車　運転台・自転車搭載スペース（2台分）付き
  - B号車 - 普通車　売店付き
  - D号車 - 普通・一等合造車
  - G号車 - 一等車　運転台・厨房付き

4両編成と5両編成については2本の編成を併結し、9両または10両で運転されることがある。

## 運用

### ミッドランド

#### ミッドランド・メインライン

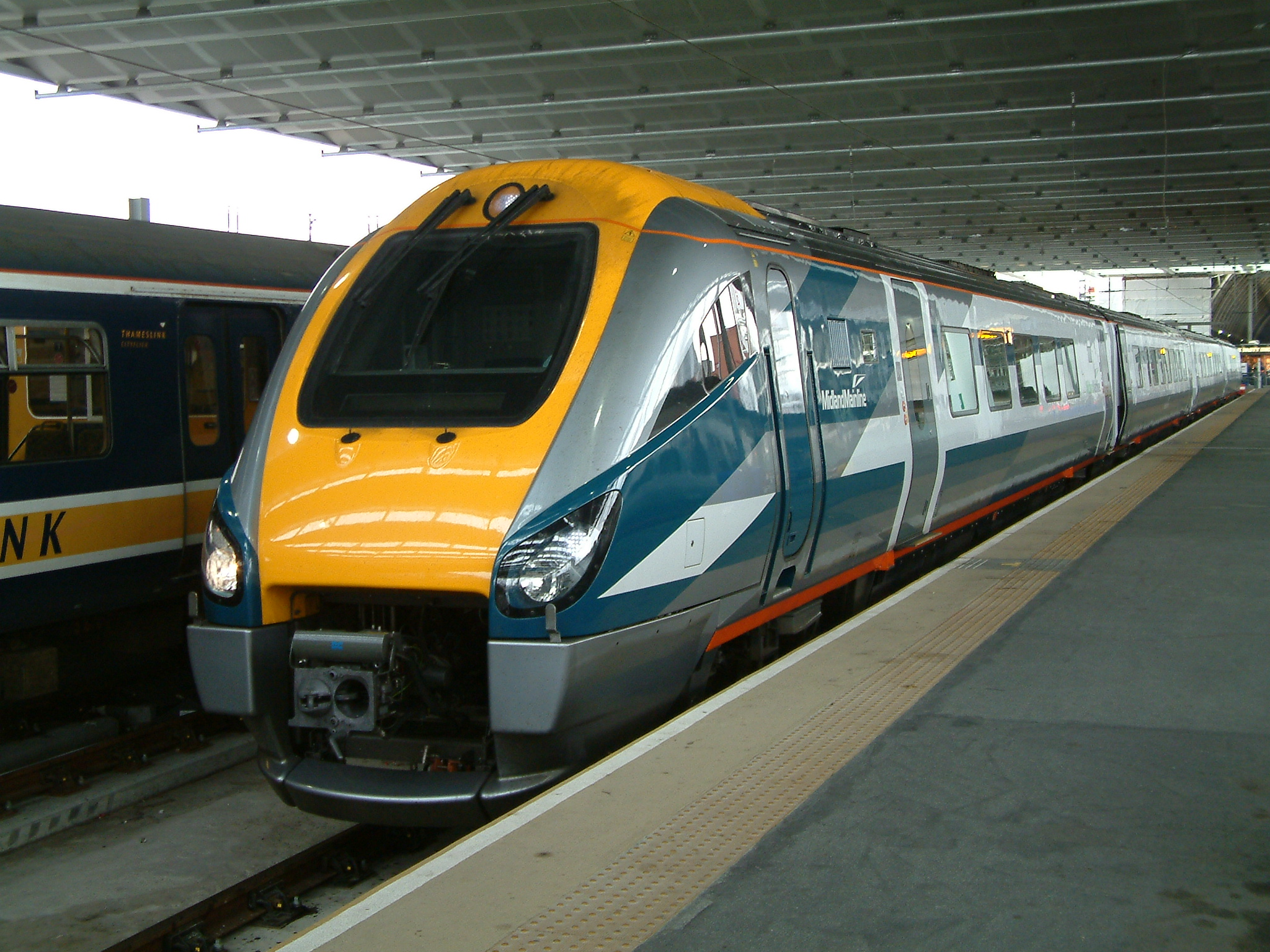
ミッドランド・メインライン

ミッドランド本線系統の長距離列車を運行していたミッドランド・メインラインは営業権を2年間延長する引き換えとして新型車両の導入を確約し、2002年2月に222形23本を発注した。これらは「メリディアン（英語: Meridian、子午線）」と名付けられ、1本目は2004年5月31日に営業運転を開始した。内訳は4両編成16本・9両編成7本であり、170形全車とインターシティ125の一部が置き換えられた。
戦略鉄道庁の許可が下りなかったため実施されることはなかったが、9両編成はロンドン（セント・パンクラス駅） - リーズ間列車の増強用として意図されていた。
ミッドランド・メインラインは発注時に一等車の利用客を過大に見積もっており、4両編成では普通車の定員が170形3両編成を下回っていた。これを受け、D号車の一部の一等座席が普通席に格下げされた。
2006年末には9両編成から中間車が1両抜き取られ、4両編成のうち7本が5両編成化された。
ミッドランド・メインラインでは2007年に以下の編成に個別の名称が与えられた。これらは同年11月のイースト・ミッドランズ・トレインズへの引継ぎ時に解除された。
| 編成    | 名称                         | 命名日        | 命名者                                       |
| ------- | ---------------------------- | ------------- | -------------------------------------------- |
| 222 004 | シティ・オブ・シェフィールド | 2007年3月29日 | ジャッキー・ドレイトン（シェフィールド市長） |
| 222 005 | シティ・オブ・ノッティンガム | 2007年1月30日 | デス・ウィルソン（ノッティンガム市長）       |
| 222 006 | シティ・オブ・レスター       | 2007年3月7日  | ポール・ウェストリー（レスター市長）         |
| 222 007 | シティ・オブ・ダービー       | 2007年5月17日 | ジョン・アハーン（ダービー市長）             |

#### イースト・ミッドランズ・トレインズ

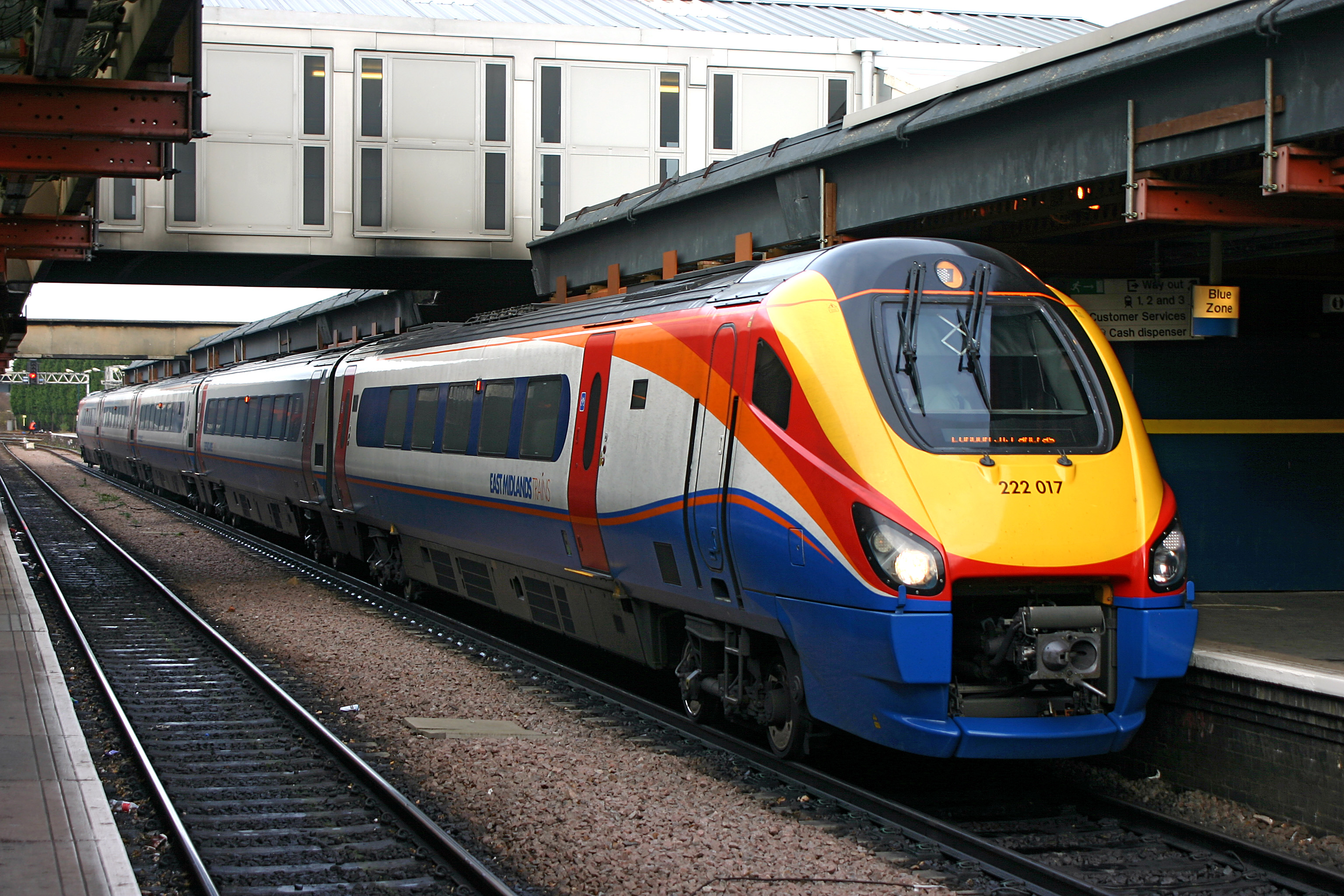
イースト・ミッドランズ・トレインズ

2007年11月、新編されたイースト・ミッドランズ・フランチャイズの運営会社としてイースト・ミッドランズ・トレインズが営業を開始し、ミッドランド・メインラインが使用していた222形（4両編成9本・5両編成7本・8両編成7本）をすべて引き継いだ。
2008年3月から同年10月にかけて、8両編成を短縮し、4両編成を延長する組み換えが行われた。これにより、7両編成6本（222 001編成 - 222 006編成）・5両編成17本（222 007編成 - 222 023編成）という体制になった。また、2009年にはファースト・ハル・トレインズから4両編成4本（222 101編成 - 222 104編成）が転入し、222形がイースト・ミッドランズ・トレインズに集結した。
2011年から2012年にかけてイースト・ミッドランズ・トレインズは222形の改装を行い、座席カバーやカーペットなどが取り換えられた。
イースト・ミッドランズ・トレインズでは以下の編成に個別の名称がつけられていた。
| 編成    | 名称                                    | 命名日         | 命名者                                                                | 備考 |
| ------- | --------------------------------------- | -------------- | --------------------------------------------------------------------- | --- |
| 222 001 | The Entrepreneur Express                | 2011年9月22日  | ティム・ショベラー （イースト・ミッドランズ・トレインズ社長）         | 起業イベント「MADE」開幕に合わせて命名                                                                          |
| 222 002 | The Cutlers' Company                    | 2011年10月18日 | パメラ・ライバージッジ （マスター・カトラー）                         | シェフィールドとの協働を記念 金属加工業者のギルドであるカンパニー・オブ・カトラーズ・イン・ハラムシャーにちなむ |
| 222 003 | Tornado                                 | 2009年3月24日  | ティム・ショベラー （イースト・ミッドランズ・トレインズ社長）         | A号車の車両番号60163がLNER A1形（ペパコーン）「トルネード」（50年ぶりの新製蒸気機関車）と同一であるため         |
| 222 004 | Children's Hospital Sheffield           | 2013年2月26日  | マイケル・ヴォーン （病院後援者）                                     | シェフィールド小児病院との協働を記念                                                                            |
| 222 006 | The Carbon Cutter                       | 2011年5月31日  | フィリップ・ハモンド （運輸大臣）                                     | エコモード導入記念                                                                                              |
| 222 008 | Derby Etches Park                       | 2014年9月13日  | デイヴィッド・ホーン （イースト・ミッドランズ・トレインズ社長）       | ダービー・エッチズ・パーク車両基地一般公開イベントの一環として命名                                              |
| 222 011 | Sheffield City Battalion 1914-1918      | 2014年11月11日 | ロン・ウィルトシャー （ザ・ロイヤル・ブリティッシュ・レギオン代理人） | 第一次世界大戦に従軍したシェフィールド・シティ大隊を記念                                                        |
| 222 015 | 175 Years of Derby's Railways 1839-2014 | 2014年7月18日  | ポール・アターベリー （アンティーク専門家）                           | ダービーの「鉄道の街」としての175周年を記念                                                                     |
| 222 022 | Invest In Nottingham                    | 2011年9月19日  | ジョン・コリンズ （ノッティンガム議会議長）                           | 「インベスト・イン・ノッティンガム」デーに合わせて命名                                                          |

#### イースト・ミッドランズ・レールウェイ
イースト・ミッドランズ・フランチャイズの運営は2019年8月にイースト・ミッドランズ・レールウェイに引き継がれ、222形も全車両にあたる4両編成4本、5両編成17本、7両編成6本が同社に移管された。これらはダービー・エッチズ・パーク車両基地で整備が行われている。
同社では2023年に日立製作所製のバイモード車両810形を導入することになっており、222形はリース元のエヴァーショルト・レール・グループへ返却される予定である。なお、ボイジャーファミリーの車両を運行するクロスカントリーが222形を譲受することも検討されている。

### ハル

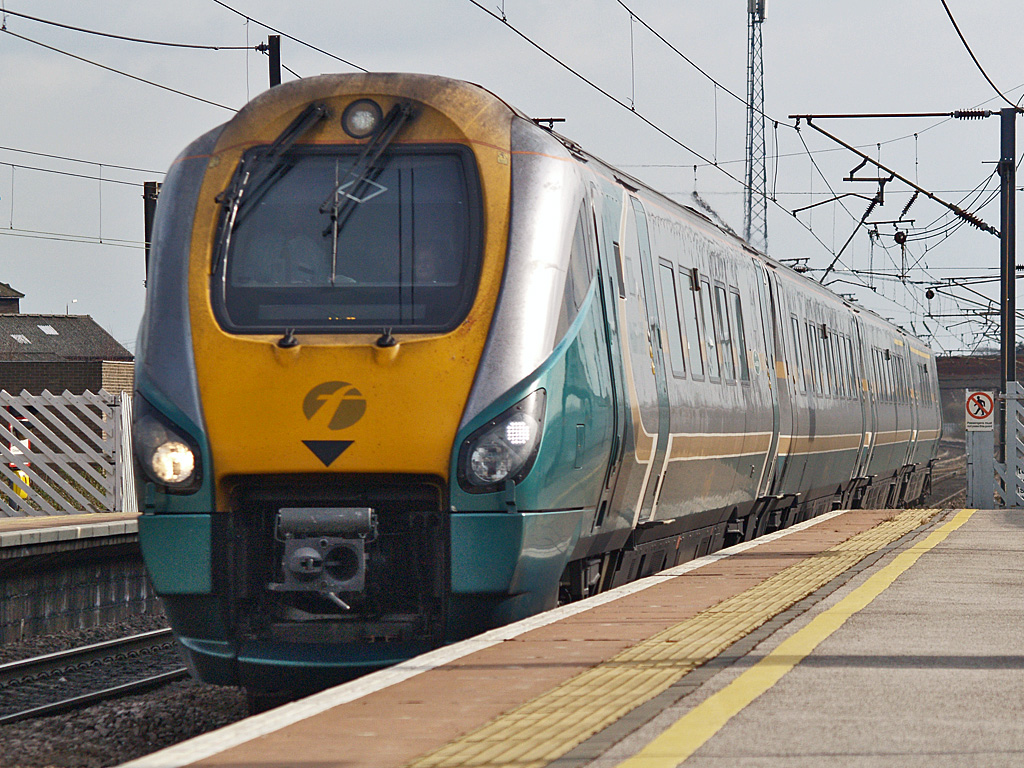
ハル・トレインズ

ロンドン（キングス・クロス駅） - キングストン・アポン・ハル（ハル・パラゴン・インターチェンジ）間で列車を運行するオープンアクセス事業者であるハル・トレインズは、2005年5月に222形4両編成4本を導入した。これらはミッドランド・メインライン向けの222/0形に対して222/1形として区別され、170形を置き換えて両都市間の所要時間を最大20分短縮した。また、「パイオニア（英語: Pioneer、先駆者）」という愛称で総称されたほか、個別の編成にもハルに関係する「現代の先駆者」の名前が付けられていた。
| 編成    | 名称                    |
| ------- | ----------------------- |
| 222 101 | Professor George Gray   |
| 222 102 | Professor Stuart Palmer |
| 222 103 | Dr John Godber          |
| 222 104 | Sir Terry Farrell       |

ファースト・ハル・トレインズ（2008年に改称）の222形は2009年に180形によって置き換えられ、イースト・ミッドランズ・トレインズに転属した。

### 導入が検討された事業者

#### エンタープライズ
222形は一時期、北アイルランド鉄道とアイルランド国鉄が共同運行する国際列車であるエンタープライズでの使用が検討されていた。この背景にはミッドランド・メインラインによるヨーク発着列車の増強の中止に伴う222形9両編成7本の余剰があったが、これらはノッティンガム発着列車に充当されることになった。なお、転用を実施するには8両編成への短縮やアイリッシュゲージへの台車交換など大幅な改修が必要であった。

#### グランド・セントラル
2007年にロンドン（キングス・クロス駅） - サンダーランド（サンダーランド駅）間で営業を開始したオープンアクセス事業者のグランド・セントラルは、当初222形を使用することを計画していたが、不可能であることがわかり、インターシティ125を使用することになった。

## 事故
- 2006年6月10日、ロンドン10:30発シェフィールド行1D17列車に充当されていた222 009編成のドアが走行中に開く事案が発生した。RAIB（英語版）の調査では、製造時に混入した異物とソフトウェアのバグによりドアが正常に施錠されなかったことが原因であるとされた[18]。
- 2010年2月20日、ロンドン14:55発シェフィールド行1F45列車に充当されていた222 005編成がレスターシャーイースト・ラングトン（英語版）付近を約100 mph (160 km/h) で走行中に脱線した。中間のE号車の内1軸が脱線しており、およそ2マイルにわたって線路に損傷を与えたほか、隣接する道路を走っていた車にも飛来物による被害が発生したとされている。RAIBの調査ではベアリングの故障による車軸の破断が原因であることが明らかになり、軸箱と車軸の設計の再確認と潤滑油の検査の改善が勧告された。なお、当該編成の移動は翌日まで行われず、線路が修復を経て再開通したのは2月24日のことであった[19]。

## 編成表

### 2021年現在
| 形式    | 運用者                               | 編成両数 | 本数 | 製造年          | 編成番号          |
| ------- | ------------------------------------ | -------- | ---- | --------------- | ----------------- |
| 222/0形 | イースト・ミッドランズ・レールウェイ | 7両      | 6本  | 2003年 - 2005年 | 222 001 - 222 006 |
| 222/0形 | イースト・ミッドランズ・レールウェイ | 5両      | 17本 | 2003年 - 2005年 | 222 007 - 222 023 |
| 222/1形 | イースト・ミッドランズ・レールウェイ | 4両      | 4本  | 2005年          | 222 101 - 222 104 |

### 製造時
| 形式    | 運用者                     | 編成両数 | 本数 | 製造年          | 編成番号          |
| ------- | -------------------------- | -------- | ---- | --------------- | ----------------- |
| 222/0形 | ミッドランド・メインライン | 9両      | 7本  | 2003年 - 2005年 | 222 001 - 222 007 |
| 222/0形 | ミッドランド・メインライン | 4両      | 16本 | 2003年 - 2005年 | 222 008 - 222 023 |
| 222/1形 | ハル・トレインズ           | 4両      | 4本  | 2005年          | 222 101 - 222 104 |